# Diocèse de Cancún-Chetumal
Le diocèse de Cancún-Chetumal (en latin : Dioecesis Cancunensis-Chetumaliensis ; en espagnol : Diócesis de Cancún-Chetumal) est un diocèse de l'Église catholique du Mexique, suffragant de l'archidiocèse du Yucatán.

## Territoire

Diocèse de Cancún-Chetumal en rouge sur la carte du Mexique

Il comprend l'État de Quintana Roo ce qui correspond à un territoire d'une superficie de 50 212 km2 divisé en 76 paroisses.
Le siège épiscopal est dans la ville de Cancún où est située la cathédrale de la Trinité. À Chetumal se trouve la cocathédrale du Sacré-Cœur-de-Jésus.

## Historique
La prélature territoriale de Chetumal est érigée le 23 mai 1970 par la constitution apostolique Qui ad Beati Pauli du pape Paul VI en prenant une partie du territoire du diocèse de Campeche et de l'archidiocèse du Yucatán dont la  prélature de Chetumal devient suffragant.
En vertu du décret Nupera urbs du 20 décembre 1996 de la congrégation pour les évêques, le siège épiscopal est transféré de Chetumal à Cancún et la prélature prend le nom de Cancún-Chetumal.
Le 15 février 2020, la prélature territoriale est élevée au rang de diocèse par la constitution apostolique Cum mirabiliter du pape François.

## Évêques
- Sede vacante (1970-1973)

- Jorge Bernal Vargas, L.C (7 décembre 1973 - 26 octobre 2004)
- Pedro Pablo Elizondo Cárdenas, L.C, depuis le 26 octobre 2004